# Apothéose de Delacroix
Apothéose de Delacroix est un tableau réalisé par le peintre français Paul Cézanne entre 1890 et 1894. Cette huile sur toile représente Victor Chocquet, Claude Monet, Camille Pissarro, un autre admirateur et l'artiste lui-même saluant Eugène Delacroix alors que son corps mort est porté en apothéose, deux anges l'enlevant vers les nuées. Passée entre les mains du marchand d'art Ambroise Vollard et du poète Jean-Victor Pellerin, l'œuvre fait partie des collections du musée d'Orsay, à Paris, depuis 1982. Elle se trouve en dépôt au musée Granet d'Aix-en-Provence depuis 1984.